# Antonín Turner
Antonín Turner, někdy též Anton Turner či Anton Thurner (3. října 1778 Přimda – 30. prosince 1855 Přimda) byl český stavitel. 

## Život
Působil ve službách tepelského kláštera a budoval tak například lázeňské pavilóny v Mariánských Lázních. Na nich spolupracoval s Václavem Skalníkem a Jiřím Fischerem. U budovaných mariánskolázeňských staveb dohlížel, aby respektovaly schválený zastavovací plán. Jeho posledním dílem pravděpodobně byl kostel Nanebevzetí Panny Marie, na němž spolupracoval s Josefem Ondřejem Krannerem z Prahy.